# Qīngshàonián Nézhā
Qīngshàonián Nézhā, noto anche col titolo inglese di Rebels of the Neon God, è un film del 1992 scritto e diretto da Tsai Ming-liang, al suo esordio alla regia di un lungometraggio.
È il primo film ad avere come protagonista Hsiao-kang, l'alter ego di Tsai interpretato da Lee Kang-sheng che apparirà in quasi tutti i film del regista, a cominciare dal seguente Vive l'amour (1994).

## Trama
A Taipei, il solitario e laconico Hsiao-kang è uno studente universitario in conflitto coi genitori, specie col padre, burbero tassista. Ah-tze invece è un teppista di strada che vive alla giornata, dedito a furtarelli con l'amico fraterno Ah-ping. Una mattina, tornato a dormire nel suo squallido monolocale perennemente allagato per un guasto idraulico, Ah-tze vi trova Ah-kuei, una commessa di una pista di pattinaggio, che ha appena passato la notte con suo fratello maggiore. Non essendo lei della zona, Ah-tze si offre di darle uno strappo sulla sua moto. Nel frattempo a Hsiao-kang viene rimosso lo scooter e suo padre, scortolo nel traffico, gli dà un passaggio. Trovatisi fermi allo stesso incrocio, Ah-tze, in tutta risposta ad un nervoso colpo di clacson del padre di Hsiao-kang, gli fracassa uno specchietto del taxi: Hsiao-kang rimane immediatamente colpito da quel giovane.
Ah-tze va a trovare Ah-kuei al lavoro e, assieme ad Ah-ping, si danno poi ad una notte di bagordi finché, all'atto di congedarsi, i due amici, non sapendo dove la ragazza risieda ed essendo quest'ultima assopitasi per le troppe bevute, la lasciano in una stanza d'un albergo ad ore. Il mattino dopo, lei gli telefona dispiaciuta per lamentarsi d'esser stata abbandonata lì senza troppe cerimonie e per il fatto che lui l'abbia "ignorata" per gran parte della serata; cionondimeno, finisce comunque per chiedergli di vedersi di nuovo. Nel frattempo, dopo l'ennesimo litigio coi suoi genitori, Hsiao-kang abbandona gli studi a loro insaputa e si mette a trascorrere le sue giornate vagabondando per la città, quando, scorto nuovamente Ah-tze per strada, comincia a pedinarlo ovunque, ritrovandosi una notte ad assistere, senza farsi vedere, allo svaligiamento d'una sala giochi che il giovane perpetra assieme all'amico Ah-ping.
Piantata nuovamente in asso da Ah-tze, Ah-kuei vi ha una furibonda lite, ma i due finiscono per trascorrere una notte di sesso in un motel. Hsiao-kang, che li aveva spiati e pedinati per tutto l'arco della serata (tanto da pernottare nel loro stesso albergo), in un violento impeto di gelosia distrugge l'amata moto di Ah-tze parcheggiata lì sotto, lasciandogli per terra l'enigmatico messaggio scritto col gesso "Nezha è stato qui", e torna a casa sua, da dove però viene subito cacciato dai genitori, che hanno scoperto la sua defezione scolastica. Costretto dunque ad alloggiare nell'albergo dei due amanti, dalla finestra della sua stanza assiste con grandissimo piacere alla reazione furibonda di Ah-tze la mattina seguente alla vista del mezzo devastato. Hsiao-kang tenta poi, in quella stessa giornata, d'avvicinarlo quando lo rivede per strada mentre si trascina la propria moto, offrendogli il proprio aiuto da sconosciuto disinteressato, ma viene prontamente mandato al diavolo.
Mentre cercano di vendere la refurtiva per riparare la moto, Ah-tze e Ah-ping vengono beccati dai proprietari della sala giochi svaligiata dai due qualche giorno prima e, nel darsi rovinosamente alla fuga, Ah-ping viene pestato a sangue. Riportato a casa l'amico, casualmente proprio col taxi del padre di Hsiao-kang, Ah-tze riceve una visita d'addio da parte di Ah-kuei, che gli dichiara di non essere più disposta a sottostare ai suoi contraddittori e menefreghistici atteggiamenti nei propri confronti. Proprio quando sta per andarsene, Ah-tze si apre finalmente con lei scoppiando in lacrime e, cinti in un abbraccio, meditano insieme sulla possibilità di lasciarsi tutto alle spalle e rifarsi una vita altrove, ma le incognite sono molte. 
Il film si chiude col padre di Hsiao-kang che, rincasando dal lavoro, lascia socchiusa la porta, mentre il figlio, presentatosi ad un'agenzia per incontri, non risponde a nessuna delle telefonate che gli arrivano e che se ne va dopo pochi minuti.

## Titolo
Il titolo originale (青少年哪吒S, Qīngshàonián NézhāP), traducibile in "Nezha adolescente", si riferisce a Nezha, potente dio bambino immortale della mitologia cinese che, dopo aver quasi ucciso il suo padre umano, venne ammansito da un maestro taoista tramite una pagoda in miniatura capace di sottomettere il suo temperamento pericolosamente ribelle. 
Più volte, nel corso della pellicola, il protagonista verrà associato a questo personaggio: la sua superstiziosa madre crede che lui ne sia la reincarnazione, che secondo lei motiverebbe il suo comportamento ribelle, mentre, dopo aver vandalizzato la moto di Ah-tze, Hsiao-kang lascia scritto per terra con un gessetto "Nezha è stato qui".

## Riconoscimenti
- 1992 - Golden Horse Awards[2]
  - Migliore colonna sonora originale a Huang Shu-jun
  - Candidatura al miglior regista a Tsai Ming-liang
  - Candidatura alla migliore attrice a Wang Yu-wen
  - Candidatura alla migliore sceneggiatura originale a Tsai Ming-liang
  - Candidatura al miglior montaggio a Wang Chi-yang
- 1993 - Festival internazionale Cinema giovani[3]
  - Miglior film
- 1993 - Tokyo International Film Festival[4]
  - Bronze Award
- 1993 - Festival des 3 Continents[5]
  - Premio Gilberto Martínez Solares per la migliore opera prima